# Nka: Journal of Contemporary African Art
Nka: Journal of Contemporary African Art est une revue américaine semestrielle consacrée à l'art africain contemporain, fondée en 1994 par Okwui Enwezor, écrivain, critique d'art et commissaire d'exposition nigérian. Son siège se trouve à Brooklyn (New York). Lancée sous l'égide de l'Africana Studies and Research Center de l'université Cornell, elle est publiée par Duke University Press.
Son nom, Nka, fait référence à un mot en langue igbo qui signifie à la fois « art », « créativité » et « expression artistique ».
Créée à l'origine pour donner une meilleure visibilité à une nouvelle génération d'artistes africains (ou de la diaspora) travaillant dans les années 1990, la revue a voulu prendre le contre-pied de la présentation jugée « néo-exotique » de l'art africain contemporain, telle qu'elle était véhiculée à ce moment-là, notamment à travers les expositions organisées par l'homme d'affaires italien Jean Pigozzi (Contemporary African Art Collection).
Elle a ainsi contribué à la réévaluation d'avant-gardes artistiques ignorées par l'Occident, publié des portraits d'artistes émergents, pesé dans les débats sur le multiculturalisme et le post-colonialisme dans le champ artistique et offert une plateforme unique à de nombreux jeunes critiques écrivant sur l'art africain contemporain.